# Norman Brookes
Norman Everard Brookes (Melbourne, 14 novembre 1877 – Melbourne, 28 settembre 1968) è stato un tennista australiano.

## Carriera

### 1902-1906: Primi anni
Scende in campo agli esordi nei dintorni di Melbourne dove si trova spesso ad affrontare il neozelandese Alfred Dunlop, le sfide tra i due attiravano un discreto pubblico che aiutò ad aumentarne la fama, vinse tre titoli consecutivi ai Victorian Championships dal 1902 al 1904.
La stagione 1905 è caratterizzata dall'esordio in Coppa Davis dell'Australasia, una rappresentativa che includeva anche la Nuova Zelanda di Anthony Wilding, con cui Brooks raggiunse la finale dove vennero sconfitti nettamente dagli Stati Uniti. Nello stesso anno giocò la prima volta a Wimbledon e grazie a sette successi consecutivi, tra cui spicca il nome dell'ex-campione Arthur Gore, si trova nella finale dove viene sconfitto nettamente dal detentore del titolo Laurence Doherty.
Non intraprende il viaggio in Europa nel 1906 limitandosi a competere in patria, riesce a conquistare gli South Australian Championships su Rodney Heath e vince il quarto trofeo ai Victorian Championships grazie al successo in tre set contro Wilding.

### 1907-1911: Successi a Wimbledon e in Coppa Davis
Nel 1907 riuscì in diverse imprese che gli portarono una fama mondiale, a Wimbledon sconfigge in finale Arthur Gore diventando il primo straniero nonché il primo mancino a conquistare i Championships e ripete il successo anche nel torneo di doppio in coppia con Anthony Wilding. Poche settimane dopo fa parte della squadra Australiana che sconfigge in sequenza Stati Uniti e Gran Bretagna vincendo la prima Coppa Davis nella storia della sua nazione.
Negli anni successivi decide di non viaggiare nuovamente in Europa rinunciando così alla difesa dei titoli a Wimbledon, riesce invece a conquistare i titoli in Coppa Davis sconfiggendo in tre diverse occasioni tra il 1909 e il 1911 sempre gli Stati Uniti. Partecipa una prima volta agli Australian Championships nel 1911 dove nel singolare sbaraglia la concorrenza perdendo un solo set nella strada verso il titolo, nel torneo di doppio viene sconfitto in finale in coppia con John Addison.

### 1912-1914: Assenza dalla scena e ritorno al successo
Continua a limitare le sue partecipazioni alla sola Coppa Davis senza ottenere successi rilevanti, decide nel 1914 di riaffrontare il viaggio verso l'Inghilterra e come sette anni prima riesce a fare doppietta vincendo sia il singolare, in tre set su Anthony Wilding, che il doppio maschile proprio in coppia con Wilding. Il mese successivo arriva negli Stati Uniti dove riesce a riconquistare la Coppa Davis, quinto titolo per l'Australasia.

### 1915-1920: Grande Guerra e ritiro
Il tennis, come la maggior parte delle attività agonistiche, si ferma per la prima guerra mondiale e durante il conflitto Brookes serve nella Croce Rossa Britannica in Egitto. Può tentare la difesa del titolo a Wimbledon soltanto nel 1919 dove scende in campo nel Challenge Round ma è sconfitto in tre set dal connazionale Gerald Patterson, insieme allo stesso Patterson riesce a vincere la sesta Coppa Davis sconfiggendo nella finale la Gran Bretagna per 4-1 e a conquistare il doppio maschile agli U.S. National Championships 1919. Scende in campo un'ultima volta durante la Coppa Davis del 1920 dove gli Stati Uniti ottengono una vittoria netta per 5-0 sull'Australia.

### 1924-1928: Rientro in campo e ultimi anni
Torna in campo nel 1924 e all'età di quarantasei anni conquista subito il doppio maschile agli Australasian Championships in coppia con James Anderson, a Wimbledon riesce a sorpresa a raggiungere il quarto turno in singolare, sconfiggendo in un incontro di cinque set il finalista dell'anno precedente Francis Hunter. Le ultime apparizioni nel 1928 sono limitate al doppio, raggiunge il terzo turno a Wimbledon insieme a Wilbur Coen e la finale del doppio misto al Queen's insieme alla tedesca Paula von Reznicek.

## Caratteristiche tecniche
Considerato uno dei principali esponenti del serve & volley era aiutato da un ottimo servizio che sapeva variare tra soluzioni in kick, tagliate o twist. Abile e solido da fondocampo, a inizio carriera giocava sia dritto che rovescio con lo stesso lato della racchetta per poi convertirsi a un cambio d'impugnatura tra i due colpi.

## Fuori dal campo
Nel 1926 divenne presidente della federazione tennistica australiana (Lawn Tennis Association of Australia), ruolo che manterrà per ventinove anni e durante questo periodo contribuisce alla crescita di reputazione del torneo riuscendo ad attirare nuovi campioni internazionali.
Il trofeo consegnato al vincitore degli Australian Open è stato rinominato in Norman Brookes Challenge Cup dal 1934.

## Finali nei tornei del Grande Slam

### Singolare

#### Vittorie (3)
| Anno | Torneo                                | Avversario in finale | Punteggio     |
| 1907 | Torneo di Wimbledon, Londra           | Arthur Gore          | 6–4, 6–2, 6–2 |
| 1911 | Australasian Championships, Melbourne | Horace Rice          | 6–1, 6–2, 6–3 |
| 1914 | Torneo di Wimbledon, Londra           | Anthony Wilding      | 6–4, 6–4, 7–5 |

#### Finali perse (2)
| Anno | Torneo                      | Avversario in finale | Punteggio     |
| 1905 | Torneo di Wimbledon, Londra | Laurence Doherty     | 6–8, 2–6, 4–6 |
| 1919 | Torneo di Wimbledon, Londra | Gerald Patterson     | 3–6, 5–7, 2–6 |

### Doppio

#### Vittorie (4)
| Anno | Torneo                                | Compagno         | Avversario in finale                | Punteggio               |
| 1907 | Torneo di Wimbledon, Londra           | Anthony Wilding  | Karl Behr Beals Wright              | 6–4, 6–4, 6–2           |
| 1914 | Torneo di Wimbledon, Londra           | Anthony Wilding  | Herbert Roper-Barrett Charles Dixon | 6–1, 6–1, 5–7, 8–6      |
| 1919 | U.S. National Championships, New York | Gerald Patterson | Bill Tilden Vincent Richards        | 8–6, 6–3, 4–6, 4–6, 6–2 |
| 1924 | Australasian Championships, Melbourne | James Anderson   | Pat O'Hara Wood Gerald Patterson    | 6–2, 6–4, 6–3           |

#### Finali perse (1)
| Anno | Torneo                                | Compagno     | Avversario in finale         | Punteggio     |
| 1911 | Australasian Championships, Melbourne | John Addison | Rodney Heath Randolph Lycett | 6–2, 7–5, 6–0 |